# Capanna Brogoldone
La capanna Brogoldone è un rifugio alpino situato nel comune di Lumino, nel Canton Ticino, nelle Alpi Lepontine, a 1.904 m s.l.m. Dalla capanna si gode una bellissima vista sul Bellinzonese e sulla valle Riviera.

## Storia
Fu inaugurata nel 1937, e ristrutturata nel 1997.

## Caratteristiche e informazioni
La capanna e un gruppo di due stabili, uno come dormitorio e servizi, e un altro come cucina e refettori. Due refettori per un totale di 57 posti letto. La capanna è disposta su 2 piani, con refettorio unico per un totale di 18 posti. In assenza del guardiano sono a disposizione piani di cottura sia a legna che a gas, completi di utensili di cucina. I servizi igienici e l'acqua corrente sono all'interno dell'edificio. Il riscaldamento è a legna. L'illuminazione è prodotta da pannelli solari. I posti letto sono suddivisi in 6 stanze ed in una mansarda.

## Accessi
- Monti Savorù 1.328 m - sono raggiungibili con una teleferica da Lumino - Tempo di percorrenza: 1 ora e 30 minuti (via scorciatoia ripida) oppure 2 ore (via Sentiero delle Sculture) - Dislivello: 576 metri - Difficoltà: T2
- Lumino 268 m - è raggiungibile sempre anche con l'autobus di linea - Tempo di percorrenza: 4 ore e 30 minuti (via scorciatoia ripida) oppure 5 ore (via Sentiero delle Sculture)- Dislivello: 1.636 metri  - Difficoltà: T2
- Giova 1.004 m - è raggiungibile in auto in assenza di neve - Tempo di percorrenza: 2 ore e 30 minuti - Dislivello: 900 metri  - Difficoltà: T2
- Claro 307 m - è raggiungibile sempre anche con l'autobus di linea - Tempo di percorrenza: 5 ore - Dislivello: 1.597 m  - Difficoltà: T2
- Monti di Maruso 1.205 m - sono raggiungibili in auto con un pedaggio e in assenza di neve - Tempo di percorrenza: 2 ore - Dislivello: 505 metri - Difficoltà: T2

## Ascensioni
- Pizzo di Claro 2.727 m - Tempo di percorrenza: 3 ore - Dislivello: 800 metri
- Pizzo di Molinera 2.288 m - Tempo di percorrenza: 1 ora - Dislivello: 400 m.
- Lago di Canee 2.198 m[1] - Tempo di percorrenza: 2 ore e 30 minuti - Dislivello: 500 metri - Difficoltà: T3

## Traversate
- Rifugio Domàs 30 min
- Capanna di Cava 7 ore (solo esperti)
- Capanna di Cava 11 ore (sentiero normale)